# Wyspy Dziewicze Stanów Zjednoczonych na Zimowych Igrzyskach Olimpijskich 1994
Reprezentacja Wysp Dziewiczych Stanów Zjednoczonych na Zimowych Igrzyskach Olimpijskich 1994 w Lillehammer liczyła ośmioro zawodników. Był to trzeci w historii start reprezentacji Wysp Dziewiczych Stanów Zjednoczonych na zimowych igrzyskach olimpijskich.

## Wyniki

### Bobsleje

#### Dwójki mężczyzn
| Zawodnicy                     | Czas    | Miejsce | Źródło |
| ----------------------------- | ------- | ------- | ------ |
| Keith Sudziarski Todd Schultz | 3:40,78 | 38.     | [ 1 ]  |
| Zachary Zoller Paul Zar       | 3:45,01 | 42.     | [ 1 ]  |

#### Czwórki mężczyzn
| Zawodnicy                                             | Czas    | Miejsce | Źródło |
| ----------------------------------------------------- | ------- | ------- | ------ |
| Zachary Zoller Paul Zar David Entwistle Alexander Poe | 3:35,65 | 28.     | [ 2 ]  |

### Saneczkarstwo

#### Jedynki kobiet
| Zawodnicy      | Czas     | Miejsce | Źródło |
| -------------- | -------- | ------- | ------ |
| Anne Abernathy | 3:20,831 | 20.     | [ 3 ]  |

#### Jedynki mężczyzn
| Zawodnicy     | Czas     | Miejsce | Źródło |
| ------------- | -------- | ------- | ------ |
| Kyle Heikkila | 3:27,236 | 23.     | [ 4 ]  |